# الشويرف (السودان)
قرية الشويرف تقع في غرب محافظة المناقل تحدها من الجنوب قرية ود آدم 
ومن ناحية الشمال قرية أم شديدة جمال الدين 
وتتوسط المزارع حيث يعمل معظم السكان بالزراعة وأقرب الأسواق لها العزازى و ود النورة تسكنها قبائل المسلمية والكواهلة وفيها أعداد كبيرة من الشباب النشطين وخريجي الجامعات وفيها فريق كرة قدم قوي سطع نجمه في السنوات السابقة كما إتجه جزء كبير من شبابها إلى العمل في التعدين والتجارة بالذهب بعض الشخصيات المؤثرة بالقرية من النشاط التعليمي الأستاذ سليمان آدم مدير مدرسة الأساس سابقاً والأستاذة طيبة عبد الباقي مدير المرحلة الثانوية و بعض الشخصيات السكانية البارزة أسرة مطر ود الحاج وأسرة ود أبو كاوير وأسرة ود مكوجل يوجد مصاهرة وصلة قرابة بين جميع سكان القرية تقريباً 